# Charles Ole Fisher
Charles Ole Fisher, ameriški obveščevalec, * 13. februar 1915, Indianapolis, Indiana, ZDA, † 27. december 1944, Češnjice v Tuhinju

## Delo
V času velike gospodarske krize je družini pomagal s prodajo časopisov.
Marca 1941 se je zaposlil v ameriški vojski na Uradu za posebne službe (OSS, Office of Strategic Services). 27. avgusta 1944 je z dvanajstimi obveščevalci v okviru misije Maple pristal na letališču v Nadlesku na Dolenjskem, od tod pa naj bi s pomočjo partizanov prodrli v južno Avstrijo, tam organizirali odpor ter minirali železniške proge v smeri Balkana. Fisher je neposredno poveljeval trem obveščevalcem avstrijske sekcije OSS, partizani pa so pod njegovo poveljstvo prištevali še skupino barijskih obveščevalcev pod poveljstvom Edwarda A. Moska. Misijo je moral predhodno odobriti Josip Broz - Tito. Odnos partizanov do obveščevalcev je označil za prijaznega, vendar obstruktivnega, saj so partizani poskušali zadržati prehod obveščevalcev v Avstrijo. Fisher je poročal o spopadih partizanov z nemško divizijo Prinz Eugen iz Celja, domobranskem napadu z Dolenjske ter spopadih v okolici Mozirja. Zaradi izrednih razmer se je osem od dvanajstih obveščevalcev misije vrnilo nazaj v Bari, Fisher pa je s svojimi podrejenimi ostal.

## Smrt
26. decembra je skupaj z drugim obveščevalcem OSS, Robertom Planom padel v zasedo v Češnjicah v Tuhinjski dolini, ter domnevno padel v boju, Plan pa je zasedbo preživel. OSS ga je zaradi pomanjkanja dokazov zavedel kot pogrešanega. Po drugih podatkih je Fisher padel v boju med boji z Nemci v bližini Nove Štifte. Fisherjev grob je bil odkrit leta 1994, pokopan pa je bil skupaj s 16 drugimi partizani. Posmrtni ostanki so bili prekopani v množično grobišče z ostanki 192 partizanov na Lazah. Pri odkrivanju groba je sodeloval tudi Plan. Fisher je naveden na dveh partizanskih obeležjih, v Češnjicah ter na Lazah, kjer poteka tudi vsakoletna spominska prireditev.